# Metallic K.O.
Metallic K.O. è un album dal vivo del gruppo proto-punk statunitense The Stooges, pubblicato nel 1976, dopo lo scioglimento del gruppo avvenuto nel 1974.
Nella sua prima versione originale, l'album conteneva la seconda parte del concerto tenutosi al Michigan Palace di Detroit, il 9 febbraio 1974, l'ultimo concerto degli Stooges prima della loro reunion del 2003. L'esibizione è notevole per la forte ostilità del pubblico in sala, con la band costantemente fatta oggetto di lanci di uova, pezzi di ghiaccio, e bottiglie di birra, in risposta alle provocazioni di Iggy Pop verso un gruppo di motociclisti.
Successive investigazioni effettuate sui nastri originali in occasione della ristampa del disco nel 1988 con il titolo Metallic 2X K.O. come doppio album, rivelarono che l'LP del '76 conteneva sul primo lato anche la prima parte di uno show precedente (del 6 ottobre 1973). La versione 2X K.O. contiene le esibizioni complete provenienti dai due concerti.

## Il disco
La registrazione del disco è di bassa qualità, essendo composto da registrazioni fatte su un registratore a bobina dal chitarrista James Williamson, nel quale si sentono soprattutto rumori di contorno al concerto, come bottiglie o bicchieri rotti lanciati dal pubblico. Considerando il coinvolgimento di Williamson, e l'approvazione di Iggy a rendere pubblici i nastri, il disco venne considerato un bootleg semi-ufficiale quando fu pubblicato dall'etichetta Skydog nel 1976.
L'album divenne molto popolare durante la prima ondata del movimento punk rock di fine anni settanta e fece crescere la reputazione degli Stooges come leggenda proto-punk. Metallic K.O. surclassò nelle vendite tutti i precedenti album del gruppo apparsi su etichette ufficiali, vendendo più di 100,000 copie negli Stati Uniti solo nel primo anno di uscita. Il disco testimonia dunque le esibizioni al Michigan Palace di Detroit del 6 ottobre 1973 e del 9 febbraio 1974, data che coinciderà anche con l'ultima esibizione dal vivo degli Stooges prima dello scioglimento. La scaletta presenta per buona parte pezzi fino a quel momento inediti, che verranno successivamente pubblicati in diverse raccolte del gruppo, in versioni con una qualità sonora migliore. Si evidenzia la cover di Louie, Louie nella quale Iggy Pop sostituisce quasi completamente il testo originale della canzone.

## Tracce
- Tutte le canzoni sono scritte da Iggy Pop e James Williamson, eccetto ove indicato.

### Metallic K.O.1976
Lato 1
1. Raw Power - 5:29
2. Head On - 7:23
3. Gimme Danger - 6:45

Lato 2
1. Rich Bitch - 10:52
2. Cock in My Pocket - 3:21
3. Louie Louie (Richard Berry) - 3:24

- Tracce 1-3 sono state registrate il 6 ottobre 1973 al Michigan Palace di Detroit.
- Tracce 4-6 sono state registrate il 9 febbraio 1974 al Michigan Palace di Detroit.

### Metallic 2X K.O.1988
Lato 1
1. Heavy Liquid - 3:24
2. I Got Nothin' - 4:29
3. Rich Bitch - 11:46

Lato 2
1. Gimme Danger - 8:12
2. Cock in My Pocket - 7:08
3. Louie Louie (Richard Berry) - 3:42

Lato 3
1. Raw Power - 5:48
2. Head On - 8:31
3. Gimme Danger - 7:11

Lato 4
1. Search and Destroy - 8:44
2. Heavy Liquid/I Wanna Be Your Dog - 9:52
3. Open Up and Bleed - 3:52

- Tracce 1-6 sono state registrate il 9 febbraio 1974 al Michigan Palace di Detroit.
- Tracce 7-12 sono state registrate il 6 ottobre 1973 al Michigan Palace di Detroit.

## Formazione
- Iggy Pop - voce
- James Williamson - chitarra
- Ron Asheton - basso
- Scott Asheton - batteria
- Scott Thurston - pianoforte

## Curiosità
- Il critico rock Lester Bangs nel suo articolo Iggy Pop: Blowtorch in Bondage definì l'album "un documento dell'olocausto di Iggy all'apice del suo periodo nichilista e fuori controllo".